# Voicu Nițescu
Voicu Nițescu (n. n. 12 februarie 1883, Turcheș (Săcele), județul Brașov (după alte surse 1889, Brașov) - d. 1954 ?) a fost un om politic și scriitor român, de origine ardeleană, care a îndeplinit de mai multe ori funcția de ministru în diverse guverne din anii '30. 

## Cariera

### Începuturile
În anul 1907, Voicu Nițescu a fost condamnat la opt zile de închisoare și 40 de coroane amendă pentru articolul Constituția engleză și constituția ungară, publicat în "Orizontul" (Cluj, 20 mai). La o lună după ce a fost condamnat la opt zile de închisoare, Voicu Nițescu a fost din nou condamnat, pentru un articol publicat în "Tribuna" (Arad): trei luni temniță și o amendă de 200 coroane.
Înainte de Primul Război Mondial a fost redactor-șef la Gazeta Transilvaniei.

### Primul Război Mondial
În 1917 este trimis în Rusia de guvernul român (de la Iași) pentru a organiza corpuri de voluntari transilvăneni care să se alăture armatei române. Astfel, evenimentele anului 1917 (Revoluția din Octombrie) l-au surprins în Rusia, fără posibilitatea de a se mai întoarce în România (și cu atât mai puțin însoțit de trupe românești), întrucât, în urma armistițiului semnat de Lenin și a Tratatului de pace de la Brest-Litovsk (3 martie 1918), toată partea occidentală a fostului Imperiu Rus fusese ocupată de trupele germane. În pofida acestei situații defavorabile intereselor Antantei, implicit ale României, Voicu Nițescu a continuat activ misiunea pentru care fusese trimis de guvernul român și a organizat în Siberia diviziile de voluntari români care, alături de voluntarii (legionarii) cehi și ai altor națiuni est-europene, au jucat un rol extrem de important în prima fază a războiului civil anti-bolșevic (Războiul Civil Rus). În această calitate, el a luat contact și i-a cunoscut  personal pe mulți dintre liderii contrarevoluției (Mișcarea Albă), printre care căpitanul Gajda și amiralul Aleksandr Kolceak, și a purtat corespondență cu personalități ale vremii, precum președintele ceh Tomáš Garrigue Masaryk. 
Voicu Nițescu a fost ales președintele Comitetului Național Român din Rusia și a deținut importante responsabilități pe linie administrativă. Având baza centrală la Celiabinsk, corpul voluntarilor români va participa activ la lupta anti-bolșevică, al căror regim era socotit ca fiind unul aservit Germaniei și, implicit, unul împotriva idealului național român. După Marea Unire de la 1918 și sfârșitul războiului mondial, lupta voluntarilor va înceta și aceștia se vor repatria, încetul cu încetul, în România. Voicu Nițescu, repatriat, prin Vladivostok, încă din 1919, va face parte din delegația românilor ardeleni la Conferința de Pace de la Paris din 1919. Ultimii voluntari români vor fi repatriați, tot prin Vladivostok, în 1920. 

### Perioada interbelică
Voicu Nițescu a fost francmason, unul dintre venerabilii Lojei „Dreptatea”, care s-a înființat, în 1923 la Brașov, sub obediența Marii Loji Naționale din România.
A fost deputat în mai multe legislaturi, ministru de stat (1928-1939), secretar de stat la Ministerul Justiției (1930), ministrul Lucrărilor Publice și Comunicațiilor (1930), ministrul Agriculturii și Domeniilor (1933) și ministrul Muncii în (1938).
- Ministrul justiției în Guvernul Iuliu Maniu (1) (7 martie - 6 iunie 1930)
- Ministrul justiției în Guvernul George G. Mironescu (1)  (7 - 12 iunie 1930)
- Ministrul justiției în Guvernul George G. Mironescu (2) (19 noiembrie 1930 - 17 aprilie 1931)
- Ministrul agriculturii și domeniilor în Guvernul Alexandru Vaida-Voievod (2)  (7 iunie - 10 august 1932)
- Ministrul agriculturii și domeniilor în Guvernul Alexandru Vaida-Voievod (3) (11 august - 19 octombrie 1932)
- Ministrul agriculturii și domeniilor în Guvernul Iuliu Maniu (3) (20 octombrie 1932 - 13 ianuarie 1933)
- Ministrul agriculturii și domeniilor în Guvernul Alexandru Vaida-Voievod (4) (14 ianuarie - 13 noiembrie 1933)
- Ministrul muncii în Guvernul Miron Cristea (1)  (10 februarie - 31 martie 1938)

În 1933, în calitatea sa de ministru al Agriculturii și Domeniilor, Voicu Nițescu a inițiat Legea pentru organizarea cadastrului funciar și pentru introducerea cărților funduare în vechiul regat și Basarabia, cunoscută ulterior ca „Legea Voicu Nițescu”.
În perioada 1939-1940 a fost deputat de Argeș, reprezentând Frontul Renașterii Naționale.

## Închisoarea politică
După instaurarea comunismului în România a fost arestat în noaptea 5/6 mai 1950. Prin Decizia 334 din 1 august 1951 a fost condamnat la 2 ani închisoare administrativă, cu scopul justificării arestării, fără a i se aduce la cunoștință condamnarea. A fost deținut la Închisoarea Sighet de unde a fost adus pentru anchetă la București - Malmaison în vara anului 1955 și eliberat. Dintr-un motiv necunoscut, în dosarele Securității a fost trecut mort în timpul detenției, în 1954.
După alte surse, ar fi decedat în 1968.

## Scrieri
- Voicu Nițescu: Congresul legionarilor cehoslovaci, Brașov, Tip. A. Mureșianu: Branisce & Comp., 1924.
- Voicu Nițescu: Douăzeci de luni în Rusia și Siberia, Anul 1917, Vol. 1, 2, 3, Brașov, Tipografia A. Mureșanu-Brănicescu, 1926.[9]
- Voicu Nițescu: Scurt popas în Japonia, Editura Cartea Românească, 1938.